# Нарцис великоцвітий
Нарцис великоцвітий (також — нарцис тацет, нарцис букетний; Narcissus tazetta L.) – вид рослин родини амарилісові (Amaryllidaceae). лат. tazetta — «з маленькою чашою». Приквіток має трубку у вигляді маленької чашечки (італійською — «tazetta»). Звідси й видова назва — Narcissus tazetta.

## Опис
Багаторічна цибулинна рослина, гола з сильним стеблом, висотою 20–65 см. Овальна цибулина, до 6 см завдовжки і товщиною 5 см. Листки плоскі або гофровані, часто блакитно-зелені, 20–75 см завдовжки і шириною 5–14 мм. Квіти в кластерах чисельністю 2–15, ароматні. Пелюстки білі, кремові або жовті, 8–22 мм завдовжки і 4–14 мм шириною.

## Поширення
Північна Африка: Алжир; Єгипет; Лівія; Марокко. Азія: Кіпр; Іран; Ірак; Ізраїль; Йорданія; Ліван; Сирія; Туреччина; Китай — Фуцзянь, Чжецзян. Кавказ: Росія — Передкавказзя, Західний Сибір, Європейська частина. Південна Європа: Албанія; Колишня Югославія; Греція [вкл. Крит]; Італія [вкл. Сардинія, Сицилія]; Франція [вкл. Корсика]; Португалія; Іспанія [вкл. Балеарські острови]. Натуралізований в інших місцях. Також культивується. Точний рідний діапазон неясний.
Населяє земля для вирощування, чагарники, береги річок. На відміну від інших видів, не морозостійкий. Вирощується в комерційних цілях задля ефірної олії, в основному на півдні Франції.

## Галерея

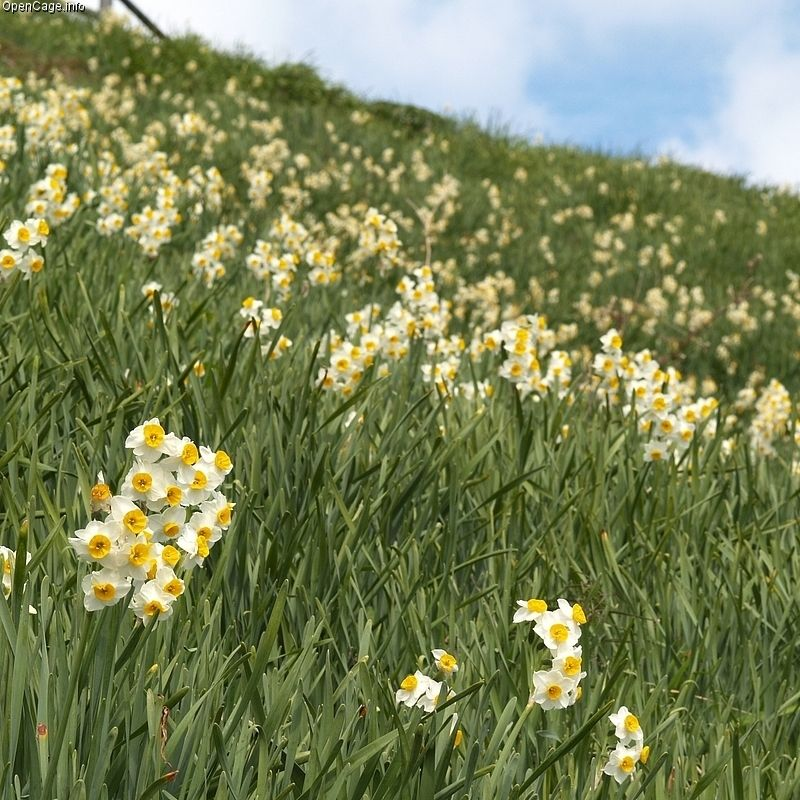
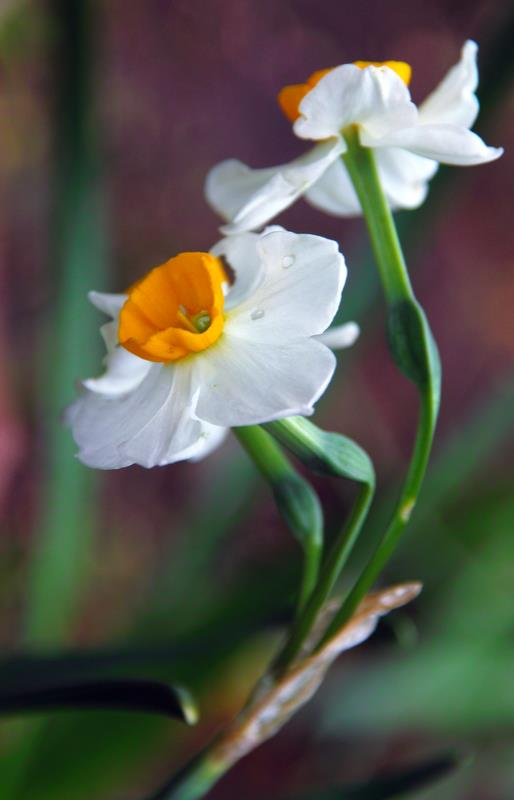
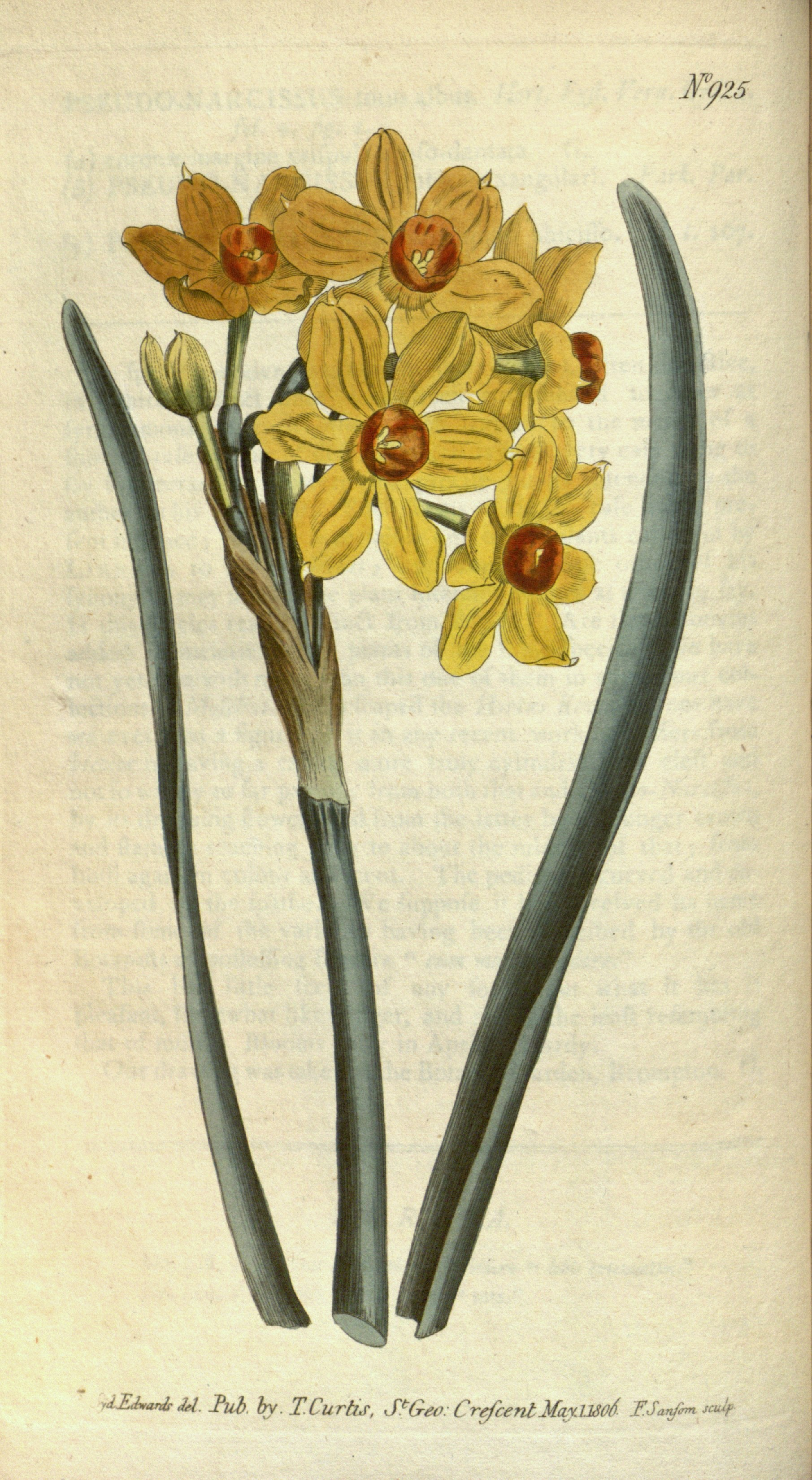